# Khuliso Mudau
Khuliso Mudau (Musina, 26 de abril de 1995) es un futbolista sudafricano que juega en la demarcación de lateral derecho para el Mamelodi Sundowns FC de la Liga Premier de Sudáfrica.

## Selección nacional
Hizo su debut con la selección de fútbol de Sudáfrica el 25 de marzo de 2022 en un encuentro amistoso contra Guinea que finalizó con un resultado de empate a cero. Además consiguió la medalla de bronce en la Copa Africana de Naciones 2023.

## Clubes
| Club                 | País      | Año       | Partidos | Goles |
| -------------------- | --------- | --------- | -------- | ----- |
| JDR Stars FC         | Sudáfrica | 2015-2016 |          |       |
| Magesi FC            | Sudáfrica | 2016-2017 | 19       | 1     |
| Black Leopards FC    | Sudáfrica | 2017-2020 | 72       | 2     |
| Mamelodi Sundowns FC | Sudáfrica | 2020-     | 156      | 6     |